# 莱扎马-雷吉萨蒙大楼

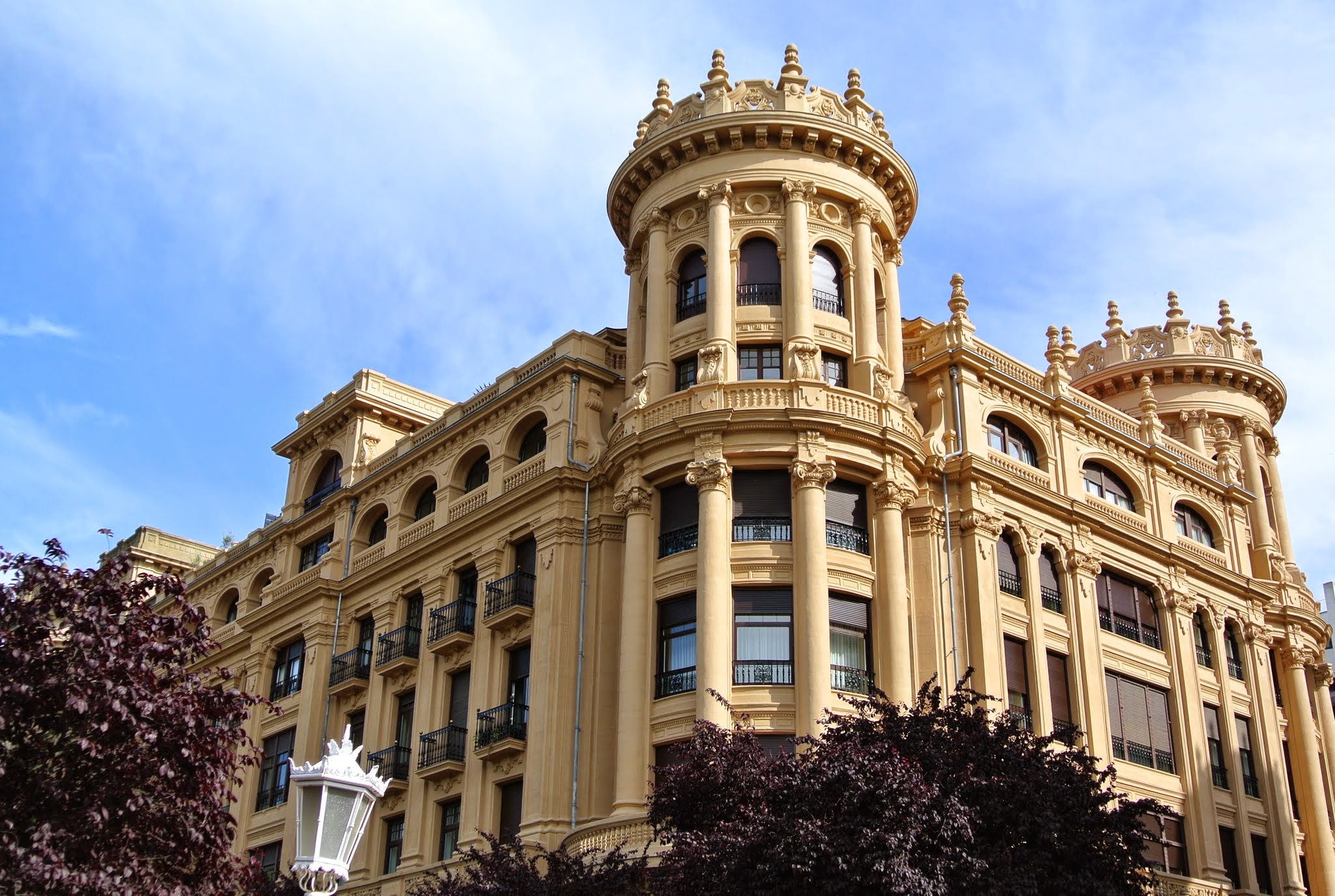

莱扎马-雷吉萨蒙大楼（casa Lezama-Leguizamón）是西班牙巴斯克自治区比斯开省毕尔巴鄂市中心的一座历史建筑，正立面位于唐迭戈洛佩斯德阿羅大街，于1920年完工，由毕尔巴鄂建筑师里卡多·巴斯蒂达（Ricardo Bastida）与何塞·玛丽亚·巴斯特拉（José María Basterra）合作。该建筑代表明显的大资产阶级高级住宅的趣味。2004年11月24日公布为西班牙文化财产。
这座大型建筑位于唐迭戈洛佩斯德阿羅大街的最后一段。由于位于扩展区公园（Parque del Ensanche）的原址上而引发了巨大争议。该建筑高七层，采用矩形平面，长64米，深30米，转角处设大型半圆形塔楼。
该建筑分为两个不相等的部分：其中较大的部分对应于唐迭戈洛佩斯德阿羅大街60号，较小的部分对应于58号。两部分的外观和丰富的内部装饰均采用古典主义风格，均设有主楼梯和服务楼梯。
这座建筑的立面展示了古典的三段式构图。正、侧、后四个立面使用了相同的构图和风格元素，然而，在跨度节奏、飞檐设计以及装饰元素等方面都有细微差别。

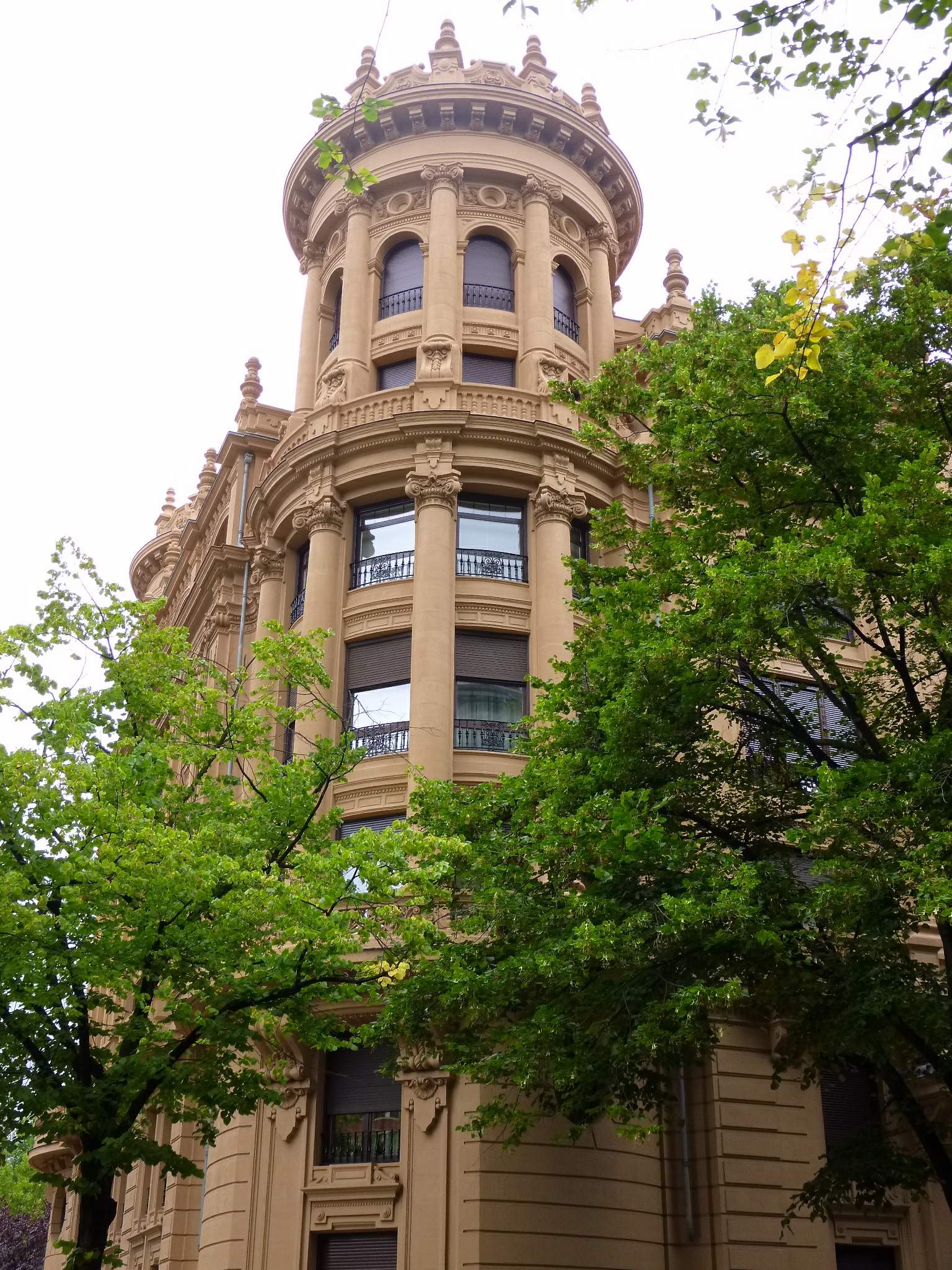